# Алебастровый (Ишимбай)
Алебастровый — микрорайон города Ишимбая, расположенный в его северо-восточной части, на побережье реки Тайрук. Граничит с микрорайонами Смакаево и Майским.
Тесно связан с микрорайоном Смакаево (единый городской автобусный маршрут, избирательный участок, территориальное общественное самоуправление и т. д.).
На территории микрорайона расположены жилые дома, садовые участки (с/о «Алебастровый»), территория гаражей. Раньше находился кирпичный завод, велась добыча минерального сырья.

## История
Назван по горе Алебастровой, где добывали алебастр для нужд алебастрового завода. В начале 1940-х годов Алебастровый вошёл в состав города Ишимбая.

## Экономика
Алебастровый и Смакаево входят в территориальное общественное самоуправление «Смакай» (в 2009 г. внесено во всероссийский реестр общественных и некоммерческих организаций). С 2005 года в Смакаево и Алебастровом воссоздан Совет аксакалов, который сначала решал насущные вопросы жизни микрорайонов: выпас скота, распределение сенокосных угодий, организацию уборки территории, а позднее взялся за урегулирование земельных вопросов, проблемы экологии, воспитательную работу с молодёжью.

## Политика
На выборах депутатов Государственной Думы Федерального Собрания Российской Федерации шестого созыва Смакаево и Алебастровый входили в избирательный участок № 2147.

## Судебный участок
Судебный участок № 2 по г. Ишимбаю и Ишимбайскому району Республики Башкортостан

## Транспорт
- Городской автобусный маршрут № 3

## Улицы
- ул. Горная,
- ул. Ключевая,
- ул. Мельничная,
- ул. Почтовая,
- ул. Кооперативная,
- ул. Кирпичная